# Kachal (Izrael)
Kachal (hebr. כחל) – moszaw położony w Samorządzie Regionu Mewo’ot ha-Chermon, w Dystrykcie Północnym, w Izraelu.
Leży na północny zachód od Jeziora Tyberiadzkiego, w północnej części Górnej Galilei.

## Historia
Moszaw został założony w 1980.

## Gospodarka
Gospodarka moszawu opiera się na rolnictwie i turystyce.